# 구명보트 (영화)
《구명보트》(영어: Lifeboat)는 1944년 개봉한 미국의 생존 영화로, 알프레드 히치콕이 감독을 맡았다. 영화 《로프》, 《다이얼 M을 돌려라》, 《이창》과 함께 제한된 환경에서 벌어지는 사건을 다룬 작품 중 하나이다.
이 영화를 통해 털룰라 뱅크헤드는 뉴욕 영화 비평가 협회상 여우주연상을 수상했다.

## 출연

### 주연
- 탈룰라 뱅크헤드
- 윌리엄 벤딕스
- 발터 슬레작
- 메리 앤더슨

### 조연
- 존 호디악
- 헨리 헐
- 헤더 안젤
- 험 크로닌
- 캐나다 리
- 윌리엄 예터 주니어

## 기타
- 의상: 린 허버트